# Gare d'Arc-et-Senans
La gare d'Arc-et-Senans est une gare ferroviaire française située sur le territoire de la commune d'Arc-et-Senans, dans le département du Doubs, en région Bourgogne-Franche-Comté.
C'est une halte de la Société nationale des chemins de fer français (SNCF), desservie par des trains régionaux du réseau TER Bourgogne-Franche-Comté.

## Situation ferroviaire
Établie à 235 mètres d'altitude, la gare d'Arc-et-Senans est située au point kilométrique (PK) 385,873 de la ligne de Dijon-Ville à Vallorbe (frontière), entre les gares ouvertes de Montbarrey et de Mouchard. Elle est séparée de Montbarrey par celle aujourd'hui fermées de Chatelay - Chissey.
Gare de bifurcation, elle est le terminus de la ligne de Franois à Arc-et-Senans, au PK 27,495, après la gare ouverte de Liesle.

## Fréquentation
La fréquentation de la gare est détaillée dans le tableau ci-dessous :
| Année     | 2015   | 2016   | 2017   | 2018   | 2019   | 2020   | 2021   | 2022   | 2023   |
| --------- | ------ | ------ | ------ | ------ | ------ | ------ | ------ | ------ | ------ |
| Voyageurs | 43 531 | 47 098 | 50 233 | 43 376 | 55 544 | 47 438 | 56 289 | 77 323 | 82 982 |

## Service des voyageurs

### Accueil
La halte ne dispose plus de guichet. Un distributeur de billets est à disposition des voyageurs. Elle dispose de deux quais latéraux : le quai 1 mesure 118 m, et le quai 2: 119 m.
Selon les estimations de la SNCF, la gare d'Arc-et-Senans a accueilli 77 323 voyageurs en 2022.

### Desserte
Gare de bifurcation, la halte est desservie par des trains TER Bourgogne-Franche-Comté à destination de Dole-Ville et Besançon-Viotte d'une part, et de Mouchard d'autre part. Au-delà de Besançon, les trains peuvent être origine ou terminus Belfort. Au-delà de Mouchard, les trains peuvent être origine ou terminus les gares de Pontarlier, Saint-Claude, Lons-le-Saunier, Bourg-en-Bresse ou Lyon-Perrache.

### Intermodalité
La gare possède également un parking et un parking à vélos.

## À proximité
La gare se situe à proximité immédiate de la célèbre saline royale d'Arc-et-Senans, classée au patrimoine mondial de l'humanité par l'UNESCO.

## Galerie de photographies

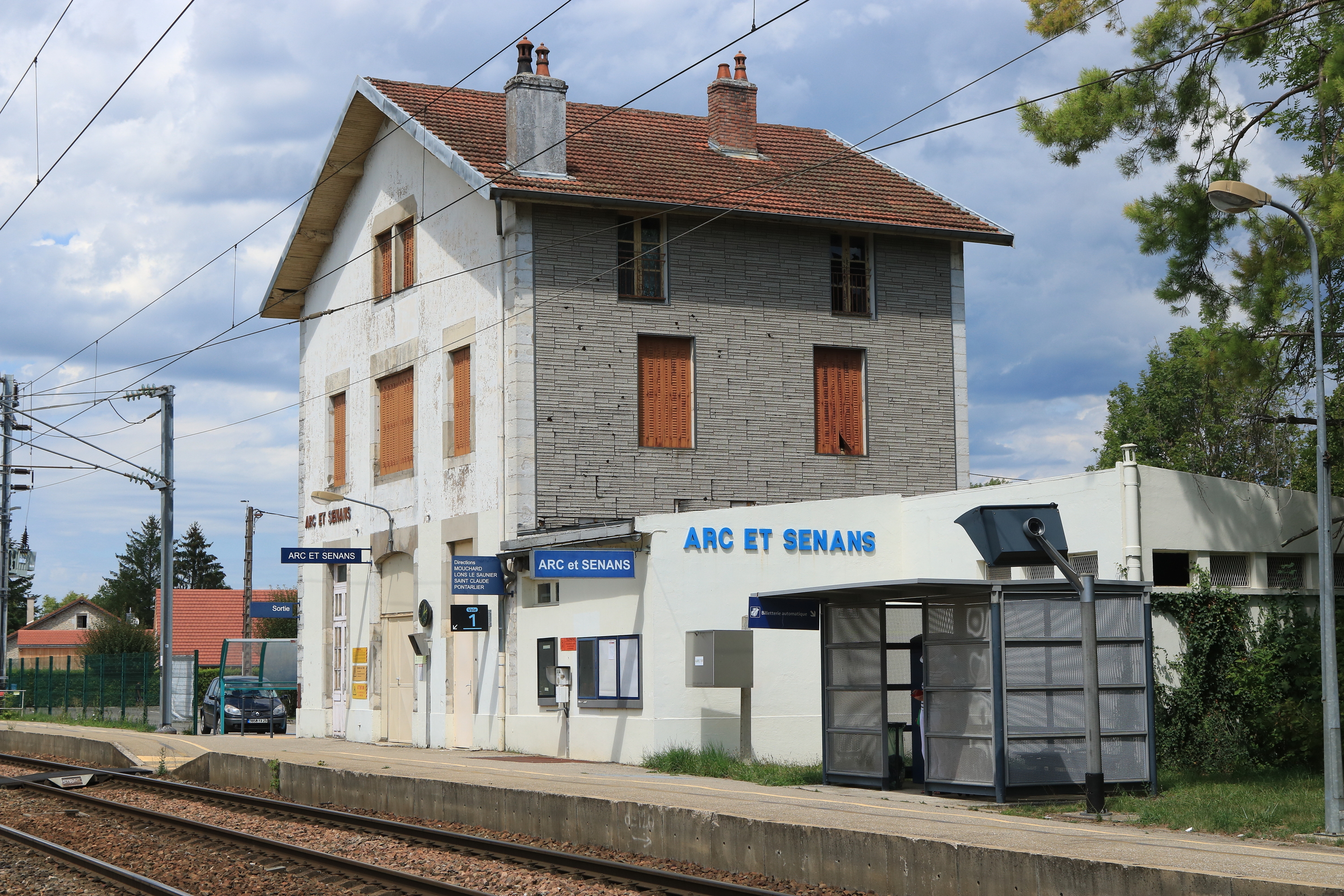
Le bâtiment voyageurs vu depuis les quais.
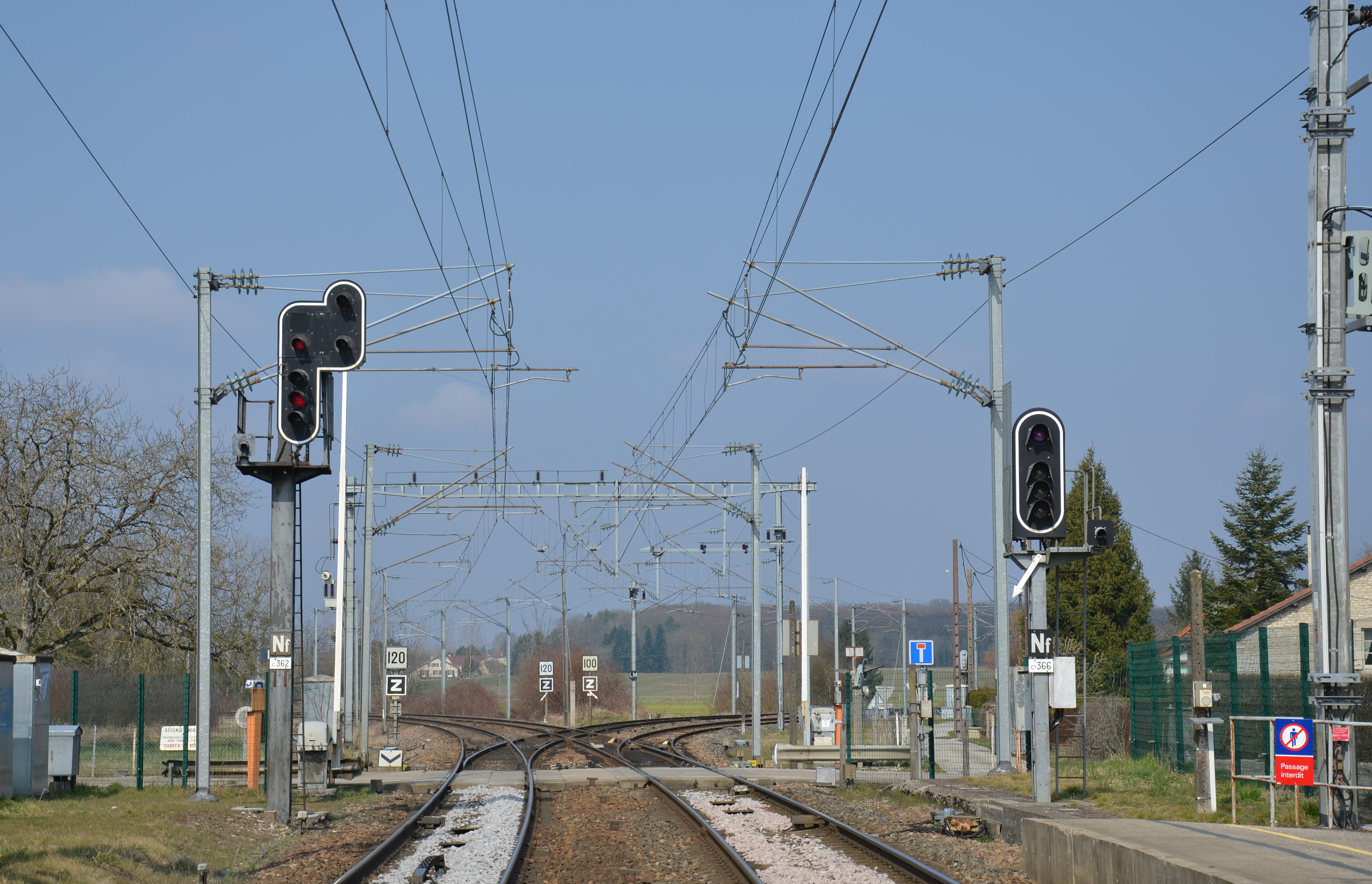
Bifurcation au nord de la gare : à gauche, les voies vers Dole, à droite, les voies vers Besançon.
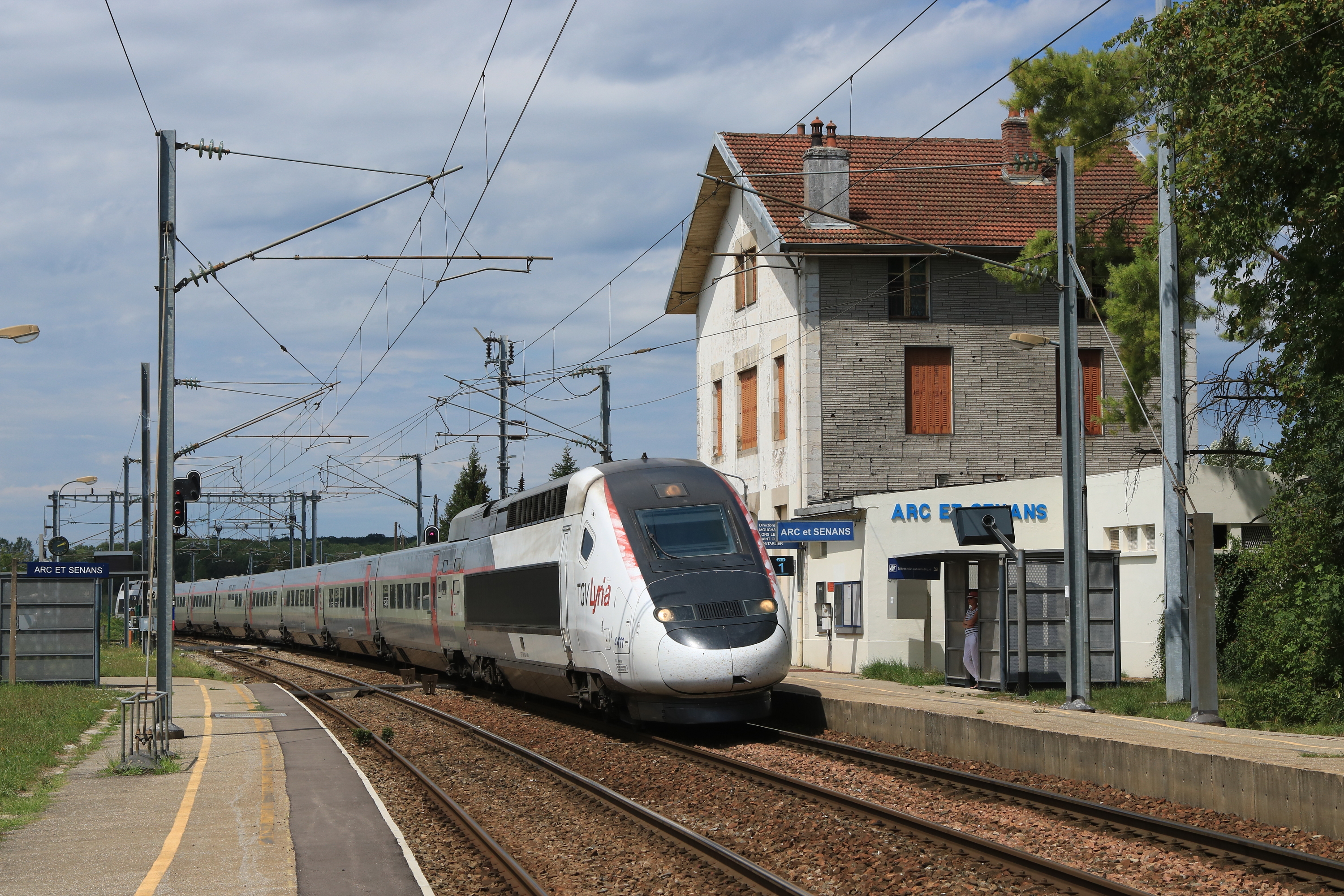
Passage du TGV 9269 Paris - Lausanne.
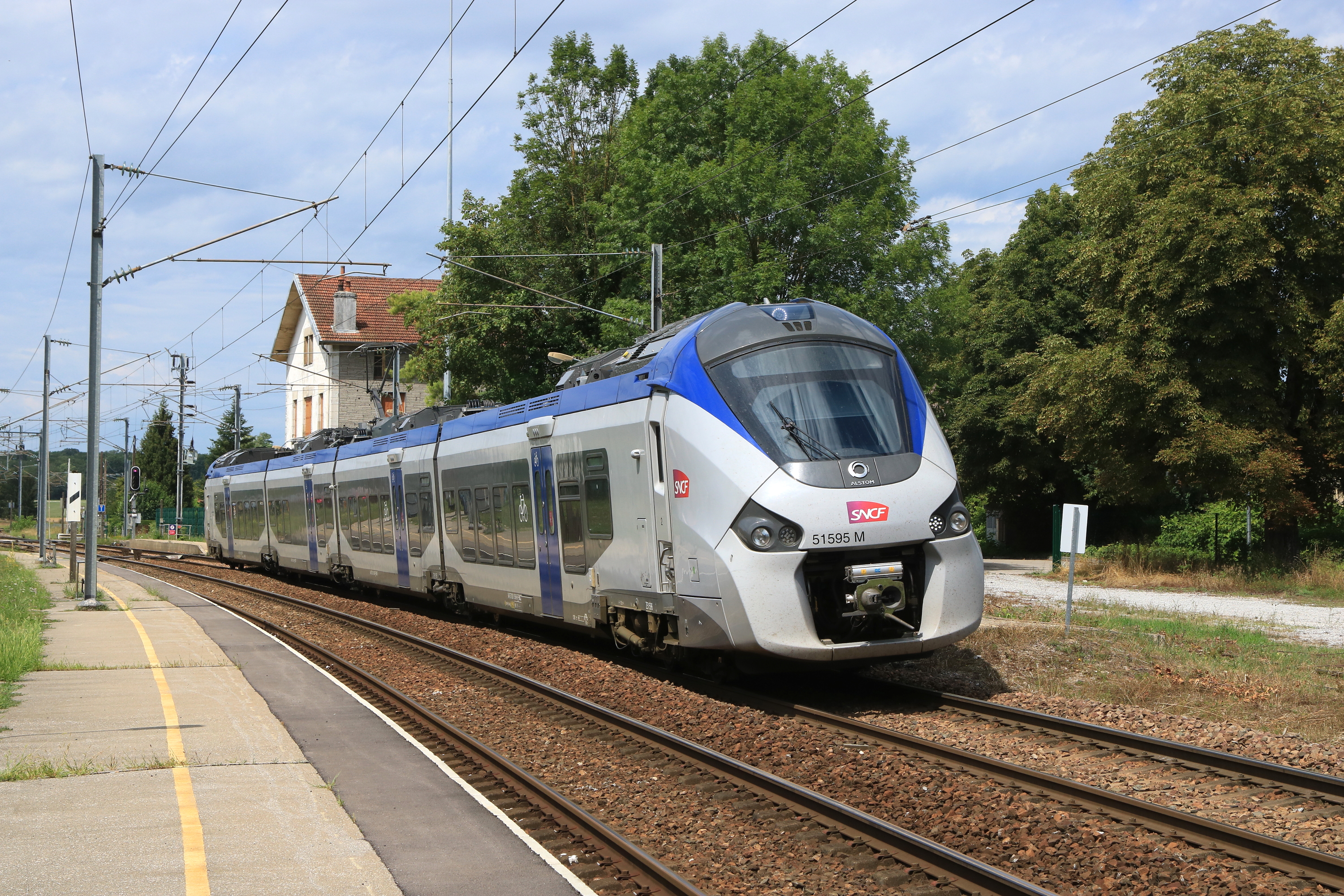
Deserte d'un TER Besançon - Lons-le-Saunier.